# Nicole Beukers
Nicole Beukers (Leiderdorp, 7 oktober 1990) is een Nederlands roeier. In 2014 behaalde zij in de dubbeltwee met Inge Janssen brons op de Europese kampioenschappen in Belgrado, Servië. Op de Olympische Zomerspelen 2016 won ze in de dubbel-vier samen met Chantal Achterberg, Carline Bouw en Inge Janssen een zilveren medaille. In dezelfde boot behaalde Beukers in 2017 zilver op het EK in Tsjechië en goud op de WK in Florida.

## Resultaten

### Olympische Zomerspelen
| Jaar | Plaats         | Resultaten        |
| ---- | -------------- | ----------------- |
| 2016 | Rio de Janeiro | in de dubbel-vier |

### Wereldkampioenschappen roeien
| Jaar | Plaats              | Resultaten           |
| ---- | ------------------- | -------------------- |
| 2013 | Chungju             | 4e in de dubbel-vier |
| 2014 | Amsterdam           | 7e in de dubbel-twee |
| 2015 | Aiguebelette-le-Lac | in de dubbel-vier    |
| 2017 | Sarasota            | in de dubbel-vier    |
| 2018 | Plovdiv             | in de dubbel-vier    |
| 2019 | Ottensheim          | in de dubbel-vier    |

### Europese Kampioenschappen roeien
| Jaar | Plaats   | Resultaten        |
| ---- | -------- | ----------------- |
| 2014 | Belgrado | in de dubbel-twee |
| 2020 | Poznan   | in de dubbel-vier |
| 2021 | Varese   | in de dubbel-vier |